# ARFEA
ARFEA (sigla di Aziende Riunite Filovie ed Autolinee) era una società a responsabilità limitata che si occupava del trasporto pubblico nelle province di Alessandria e Asti.
L'azienda faceva parte dei consorzi  SCAT. (provincia di Alessandria) e  COAS. (provincia di Asti).

## Storia

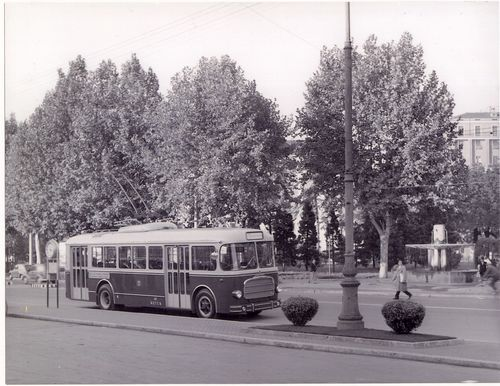
Un filobus Fiat 2401F Borsani Marelli dell'ARFEA in servizio sulla linea 3

L'ARFEA nacque nel 1954 ad Alessandria dall'unione della SATE (Società Anonima Trasporti Elettrici), che già svolgeva servizi di trasporto urbano filoviario (e in precedenza tranviario) e della SAA (Società Anonima Alessandrina). Nel 1962 il servizio urbano di Asti, attivato nel 1959, venne ceduto alla società Franceschini SATA. Il 30 settembre 1972, con delibera del consiglio comunale di Alessandria, i servizi di trasporto urbani filoviari gestiti dall'ARFEA furono municipalizzati a far data dal 1º gennaio dell'anno successivo: la società cedette alla neocostituita ATM 11 filobus, 7 autobus, la rimessa filoviaria, le linee aeree (con relativi mezzi adibiti alla sua manutenzione) e altro materiale. Nel novembre 1994, un'alluvione del Tanaro sommerse la quasi totalità degli autobus (fermi in deposito per il riposo domenicale) causando danni ingenti e costringendo l'azienda ad una radiazione prematura di alcuni di essi. Nel 2003 si aggiudicò il primo appalto per il trasporto pubblico in provincia di Pavia. Nel maggio 2007, invece, un autobus (un Mercedes-Benz Integro, di cui l'azienda attualmente possiede una trentina di unità) venne dirottato da tre malviventi, che dopo aver rapinato i passeggeri lo incendiarono una volta arrivati nei pressi di Trecate. Oggi, in seguito a diverse acquisizioni di società minori avvenute nel corso del tempo, i suoi mezzi arrivano a percorrere quasi 9.000.000 di chilometri con circa 150 autobus e 300 dipendenti..
Dal 1º luglio 2019 l'azienda milanese Autostradale ha preso in affitto l'azienza, scongiurando il fallimento ed il licenziamento per i 115 dipendenti. Nel 2021 la gara per l'aggiudicazione definitiva di Arfea è stata però vinta da STP (Cuneo), che ha quindi rilevato la società.